# HMS Racoon (1887)
HMS Racoon, por vezes escrito HMS Raccoon, foi um cruzador torpedeiro de classe Archer da Marinha Real Britânica. Foi lançado em 1 de fevereiro de 1886 e começou a servir em 1 de março de 1888. Em 27 de agosto de 1896, Racoon se envolveu no bombardeamento do palácio do Sultão Khalid durante a Guerra Anglo-Zanzibari. Foi desarmado em 1 de janeiro de 1905.